# Hervé Poulain
Hervé Poulain, né le 16 décembre 1940 à Avranches (Manche), est un commissaire-priseur, président d’honneur d’Artcurial et ancien pilote automobile et de rallye français.

## Biographie

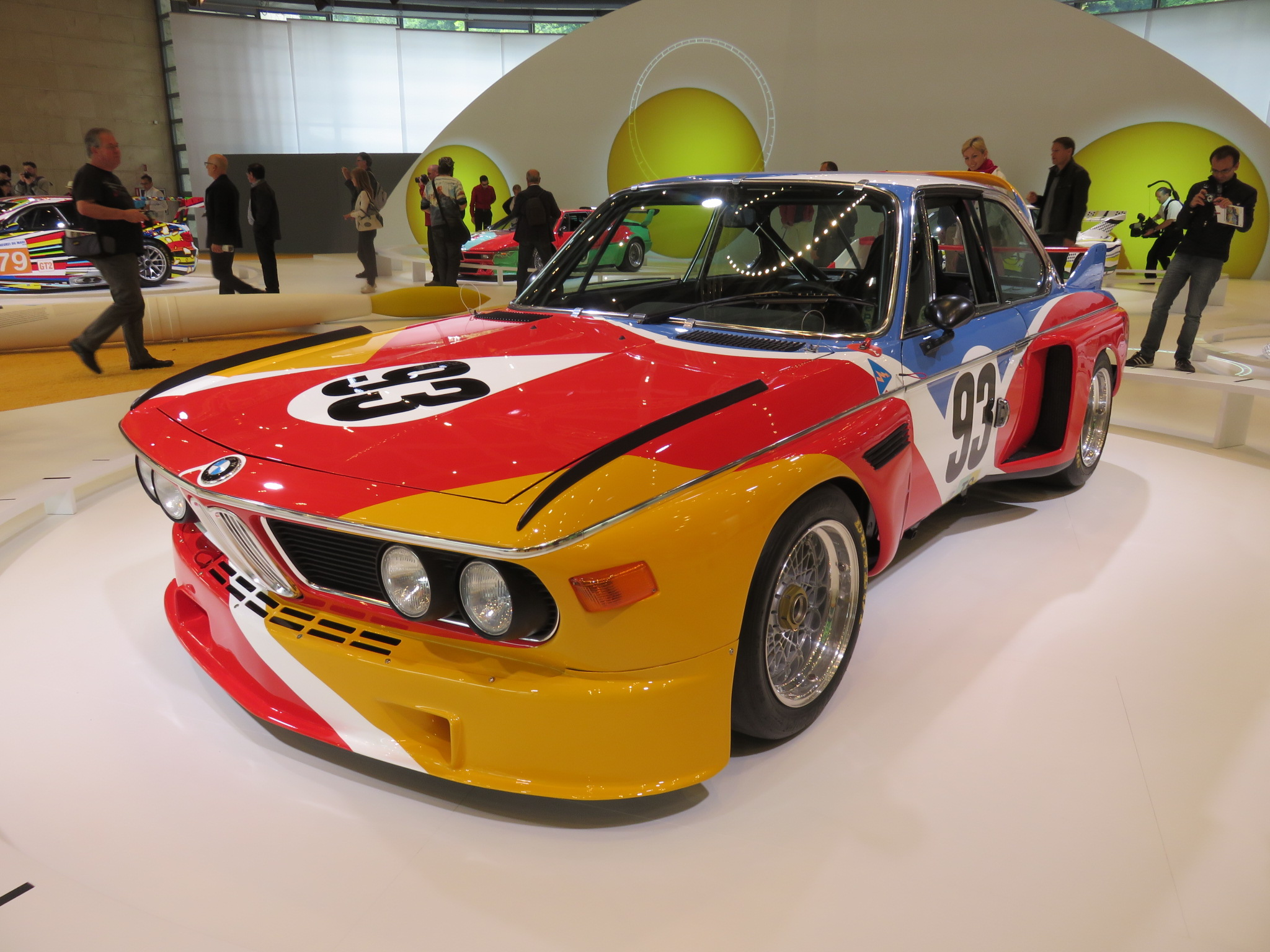
Première BMW Art Car

Hervé Poulain a commencé sa carrière de commissaire-priseur en 1969 à l'Hôtel Drouot à Paris, et il officie depuis 2002 pour la maison française de vente aux enchères Artcurial, dont il est actionnaire.
En 1975, Hervé Poulain recherche une voiture pour participer aux 24 heures du Mans. Jean Todt lui présente alors Jochen Neerpasch, fondateur de BMW Motorsport, qui lui fournit une BMW 3.0 CSL de 480 ch. C'est à ce moment qu'il lui prend l'idée de la faire peindre par son ami le sculpteur et peintre américain Alexander Calder. La voiture est engagée aux 24 Heures du Mans 1975 avec sa nouvelle robe et le dossard n°93, pilotée par Jean Guichet, Sam Posey et Hervé Poulain, mais elle ne termine pas la course et finit à la 44e place du classement final. C'est ainsi qu'il créé les BMW Art car, une série de dix-neuf voitures BMW Art car, qui associe la compétition automobile, le design et l'art.
Il est président et fondateur du Syndicat national du marché de l'art (SYMEV) depuis 2002, ainsi que président du Conseil National du Marché de l'Art (CNMA) depuis 2005.

## Palmarès en Automobile

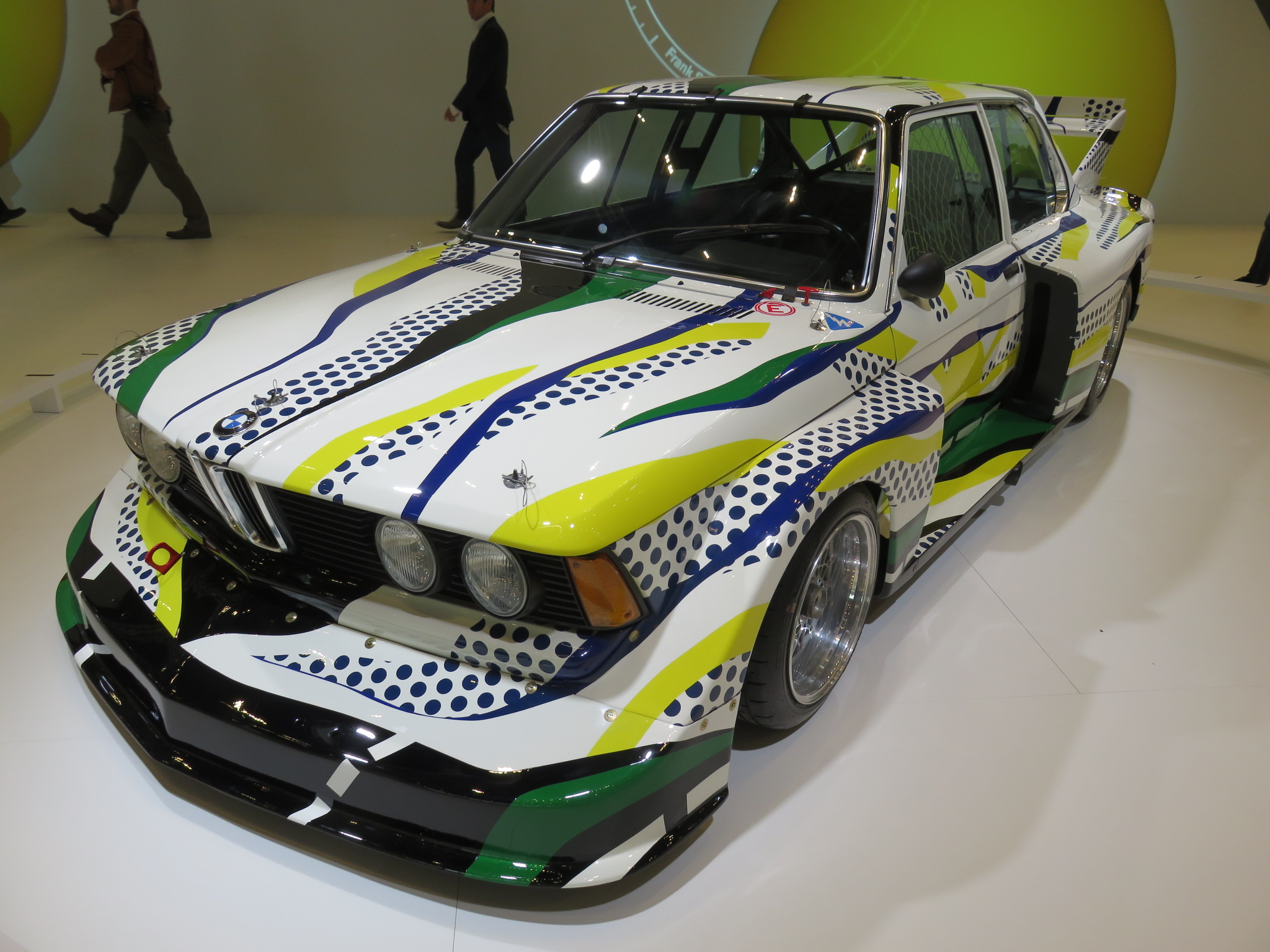
BMW 320i des 24 Heures du Mans 1977

Hervé Poulain a notamment participé 10 fois aux 24 heures du Mans, jusqu'à l'âge de 58 ans.
- 24 Heures du Mans 1975, 44e, BMW 3.0 CSL
- 24 Heures du Mans 1977, 9e, BMW 320i
- 24 Heures du Mans 1978, 34e, Porsche 934
- 24 Heures du Mans 1979, 6e, BMW M1
- 24 Heures du Mans 1980, 20e, Porsche 935
- 24 Heures du Mans 1981, 22e, Porsche 935 K2
- 24 Heures du Mans 1982, 26e, Rondeau M379 C
- 24 Heures du Mans 1994, non classé, Venturi 600 LM
- 24 Heures du Mans 1995, 13e, McLaren F1 GTR
- 24 Heures du Mans 1998, 20e, Porsche 911 GT2
- 500 kilomètres de Dijon FIA GT 1998, 22e, Porsche 911 GT2
- 500 kilomètres d'Oschersleben FIA GT 1998, 25e, Porsche 911 GT2

En 2011, il participe à la 20e édition du Tour Auto à bord d'une Porsche 356 A de 1956.

## Ouvrages
- L'Art et l'automobile, Editions Les Clefs du Temps, 1973[4]
- Un siècle de peinture française (1976)
- Une collection d'avance (1986)
- L'Art, la femme et l'automobile (1989)
- Mes Pop Cars (2006)
- Le marteau et son maître (2010)